# Cop de Fona
Cop de Fona és un grup de hardcore punk nascut el 2008 a Palma. El grup va deixar d'existir el 2011 quan els mateixos quatre membres van formar un nou grup anomenat Orden Mundial amb els rols del cantant i el guitarra intercanviats.

## Trajectòria
Cop de Fona van publicar tres EP en format vinil de set polzades i un casset, en tots els casos amb un esperit radicalment autogestionari. El primer EP Cop de Fona (2008) va ser autoeditat. El segon EP Instint de Venjança (2010) va ser una coedició entre ells mateixos i el segell alemany Yellow Dog Records. El tercer EP Estafats i Traïts (2010) va ser una coedició entre els següents nou segells DIY: Metadona Records, Marranuzo Records, Carnús Records, Mangel, Sclérose Records, Flying Peluca Records, Sarna Social, Amika Records i Muerte A Tipo. El 2010 i amb la intenció de vendre'l durant la gira per Europa que farien aquell mateix any, van autoeditar-se ells mateixos una cinta de casset que contenia les gravacions dels tres EP juntament amb una sèrie de material addicional que havien gravat ells mateixos en les darreres ocasions en que havien sortit a tocar a ciutats estrangeres com Berlín. El cantant Martí Verí va morir atropellat per un autobús el setembre 2019.

## Discografia
- 2008: Cop de Fona
- 2010: Instint de Venjança
- 2010: Estafats i Traïts
- 2010: Cop de Fona (compilació)